# Pol García
Pol García, né le 18 février 1995 à Terrassa en Espagne, est un footballeur espagnol. Il évolue au poste de défenseur central à l'AC Trento (it).

## Biographie
Pol García joue 95 matchs en Serie B italienne, inscrivant trois buts.

## Palmarès
- Vice-champion de Serie B en 2016 avec le FC Crotone

## Statistiques
| Saison                | Club                      | Championnat           | Championnat | Championnat | Coupe(s) nationale(s) | Coupe(s) nationale(s) | Compétition(s) continentale(s) | Compétition(s) continentale(s) | Compétition(s) continentale(s) | Total | Total |
| Saison                | Club                      | Division              | M.          | B.          | M.                    | B.                    | Comp.                          | M.                             | B.                             | M.    | B.    |
| 2013-2014             | Juventus FC               | Serie A               | 0           | 0           | 0                     | 0                     | -                              | 0                              | 0                              | 0     | 0     |
| 2014-2015             | Vicence Calcio (prêt)     | Serie B               | 23          | 1           | 0                     | 0                     | -                              | 0                              | 0                              | 23    | 1     |
| 2015-2016             | Côme 1907 (prêt)          | Serie B               | 13          | 0           | 1                     | 0                     | -                              | 0                              | 0                              | 14    | 0     |
| 2015-2016             | FC Crotone (prêt)         | Serie B               | 12          | 1           | 0                     | 0                     | -                              | 0                              | 0                              | 12    | 1     |
| 2016-2017             | Latina Calcio 1932 (prêt) | Serie B               | 32          | 1           | 2                     | 0                     | -                              | 0                              | 0                              | 34    | 1     |
| 2017-2018             | US Cremonese (prêt)       | Serie B               | 15          | 0           | 0                     | 0                     | -                              | 0                              | 0                              | 15    | 0     |
| 2018-2019             | Saint-Trond VV            | Division 1A           | 0           | 0           | 0                     | 0                     | -                              | 0                              | 0                              | 0     | 0     |
| Sous-total            | Sous-total                | Sous-total            | 95          | 3           | 3                     | 0                     | -                              | 0                              | 0                              | 98    | 3     |
| Total sur la carrière | Total sur la carrière     | Total sur la carrière | 95          | 3           | 3                     | 0                     | -                              | 0                              | 0                              | 98    | 3     |